# Burg Stein (Hessen)
Burg Stein, auch Zullestein, Kellerei Stein, Schlossberg, Schlossbuckel genannt, war eine Niederungsburg mit angeschlossener Siedlung in der Nähe des Dorfs Nordheim, Landkreis Bergstraße in Hessen. Seit römischer Zeit ist hier ein Burgus nachweisbar, die mittelalterliche Burg wurde Ende des 17. Jahrhunderts völlig zerstört und geriet in Vergessenheit. Erst 1957 wurden die erhaltenen Fundamente bei Ölbohrarbeiten wiederentdeckt.

## Anlage einer Festung in römischer Zeit

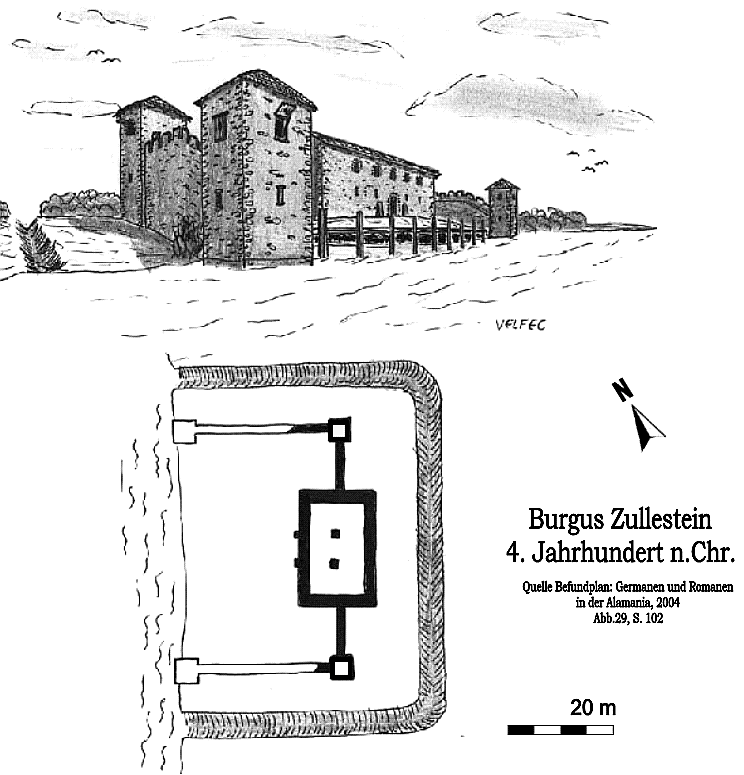
Rekonstruktionszeichnung und Grundriss des römischen Schiffslände-Burgus.

In der 2. Hälfte des 3. Jahrhunderts verlegten die Römer den Lauf der Weschnitz, indem sie bei Lorsch die Dünenhügel durchbrachen und westlich zum Rhein einen Kanal schufen. Danach konnten die bis zu 30 Tonnen schweren Steinblöcke durch Stauung der Weschnitz vom Felsberg im Odenwald (Granit) oder von Auerbach (Marmor) zu den römischen Kastellen bis nach Trier transportiert werden. Dort wurde zwischen 328 und 337 die Basilika gebaut. Die Steinbruch- und Durchgangsrechte sicherten sich die Römer durch einen Vertrag mit dem Alamannenkönig Macrian.
Im 4. Jahrhundert entstand an der neuen Weschnitzmündung eine spätrömische mehrgeschossige Festung (Burgus) bzw. Wachturm auf einer Grundfläche von 21,3 × 15 Metern und eine Schiffsanlegestelle von 42 Meter Länge. Die Zeit der Errichtung vermutet man unter Kaiser Valentinian I. (364–375). 100 Jahre nach dem Rückzug der Römer vom Limes auf das linksrheinische Ufer baute man zur Sicherung den Schiffsländeburgus auf dem germanischen Gegenufer, das von Alamannen bewohnt war. Den Ort nannte man Zullestein, was von einem keltischen Flussgott abgeleitet sein soll.
Ein gut erhaltener Ländeburgus ist auch in Ladenburg (röm. Lopodunum), ca. 30 Kilometer weiter am Neckar, aus der gleichen Entstehungszeit, gefunden worden. Eine ähnliche Kleinfestung gab es am Schwarzbach bei Trebur-Astheim.

## Die Siedlung Zullestein
Am 26. Mai 836 schenkte König Ludwig II., der Deutsche, dem Grafen Werner (Werinher) seine Güter in Biblis, Wattenheim und in dem Dorf Zullestein.
846 schenkte Graf Werner die drei genannten Orte weiter an das Kloster Lorsch. Danach erfolgte der Ausbau als Hafen, Handelsplatz und Siedlung, wie später Keramikfunde belegen konnten.
995 erhielt die Burg mit dem neuen Namen Stein von Otto III. das Marktrecht auf Empfehlung und Bitte von Samuel von Worms. Damit wurden dem Kloster Lorsch die Nutzungsrechte übertragen. Der Ort war Sitz und Verwaltung der Kellerei (Steuereinnehmerei).

## Die neue Burg Stein
1068 gelangte Stein an die Wormser Bischöfe, die eine neue Burg errichteten. Die Einwohner waren danach dem St. Andreasstift zehntpflichtig. Das Kloster Lorsch hatte in Worms einen Hof gehabt, bei dem es Grenzstreitigkeiten gab. Im Mai 1160 kam ein Ausgleich zustande, nach dem der Wormser Bürger Werner eine jährliche Pacht an das Kloster zu zahlen hatte. Die Urkunde enthält mehr als 46 Zeugen, darunter der Wormser Bischof Konrad I. und der Lorscher Abt Heinrich (reg. 1151–1167). Ab 1232 entstand ein runder Bergfried, wie ihn Matthäus Merian der Ältere vor der Zerstörung im Dreißigjährigen Krieg gezeichnet hat.

## Die Burg wird kurpfälzisch
1255 hatte Ritter Jacob Burg Stein in Besitz gehabt, welcher mit Simon von Gundheim gegen die Bürger von Worms einen großen Krieg führte. 1363 wurde von dem Wormser Bischof Dietrich Bayer von Boppard die Kellerei vom Stein zur Hälfte an den Grafen Walram von Sponheim versetzt. 1380 gehörte die Kellerei zur Hälfte der Kurpfalz. 1385 setzte sich Ruprecht I. von der Pfalz mit einem Kondominatsanteil (gemeinsame Herrschaft) in der Kellerei Stein fest. Am 8. Januar 1387 begann die Steiner Pfandschaft, wonach die Kellerei mit ihren drei Amtsorten Lampertheim, Hofheim und Nordheim zur Hälfte an die Kurpfalz verpfändet werden.
Am 17. Januar 1463 verkaufte der Statthalter und Hauskomtur des Deutschen Ordens in Ibersheim seine Wiesen auf der rechtsrheinischen Seite an zehn Bürger von Nordheim.
In seiner Regierungszeit von 1450 bis 1476 setzte sich Friedrich I., der Siegreiche, das Ziel, das am Rhein übliche Raubrittertum des niederen Adels zu bekämpfen. Dies war deshalb hier notwendig, weil auch später noch zwischen der Burg Stein und dem linksrheinischen Schloss Ibersheim, von einem danebenstehenden Turm, Flaggensignale über die Baumwipfel zur Verständigung ausgetauscht wurden, damit man anschließend die Handelsleute auf dem Rhein überfallen konnte. Bekannt dafür war der niederländische Edelmann Heinrich von Mauderich, der erste kurpfälzische Pächter von Ibersheim nach dem Dreißigjährigen Krieg (von ca. 1651 bis 1661), bis danach Schweizer Siedler einen Pachtvertrag von der kurpfälzischen Hofverwaltung erhielten.
1504 eroberte Landgraf Wilhelm II. von Hessen die Burg Stein infolge der pfalz-bayrischen Fehde, als Kaiser Maximilian I. die Reichsacht über den Sohn des Pfalzgrafen Philipp des Aufrichtigen, Ruprecht verhängte und Wilhelm II. mit der Vollstreckung der Acht beauftragte. Daraufhin blieb sie bis 1517 bei Hessen. Seit 1507 ist Thönges Wolff von Todenwarth hessischer Keller auf der Burg Stein und von 1510 bis 1518 dortiger Amtmann. In der Zeit von 1550 bis 1650 legte das Amt Starkenburg zusätzlich einen Landgraben als Landwehr zwischen der Burg Stein und Bensheim an.

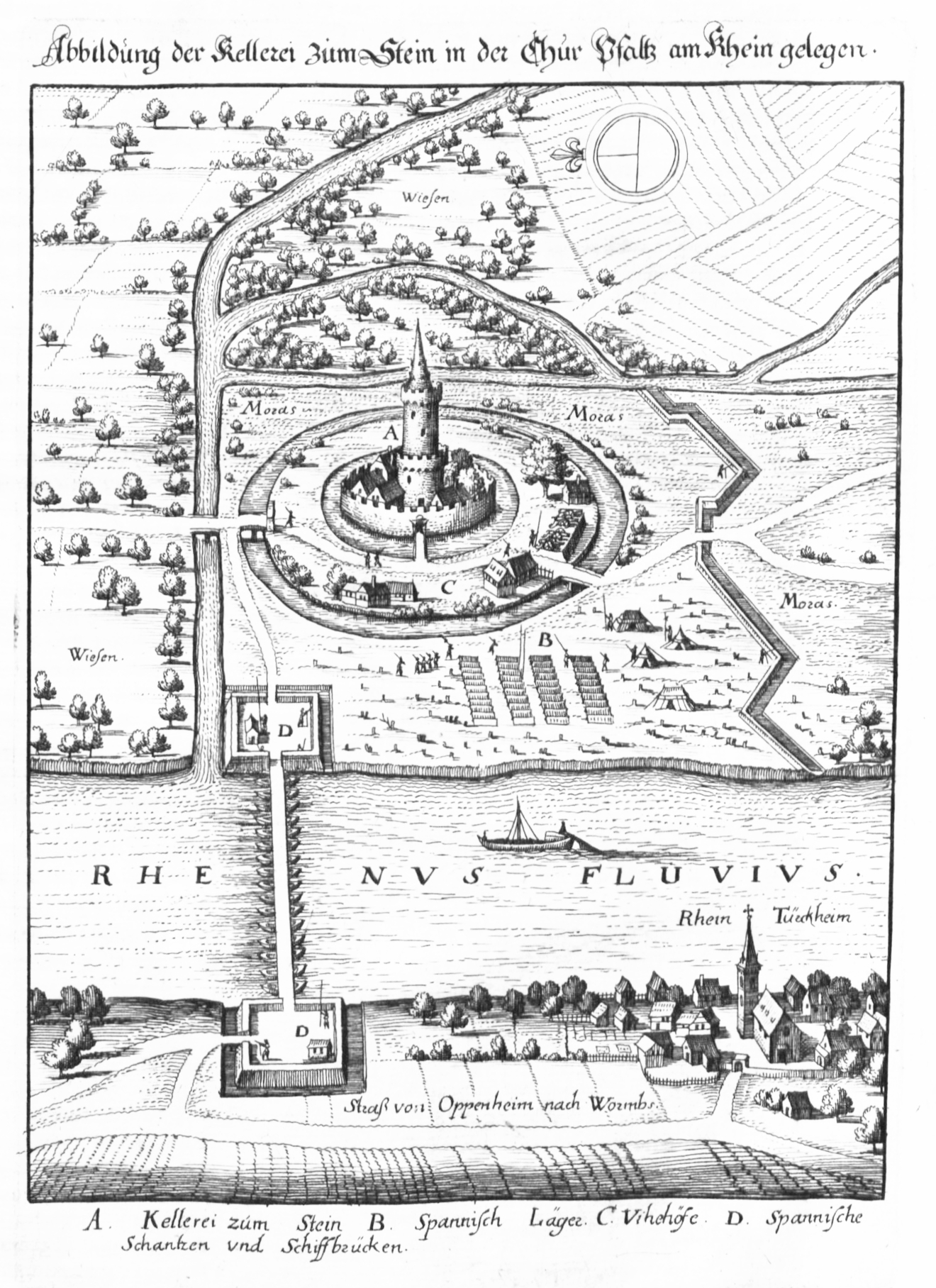
Die Kellerei Stein im Dreißigjährigen Krieg. Darstellung bei Matthäus Merian: Topographia Palatinatus Rheni.

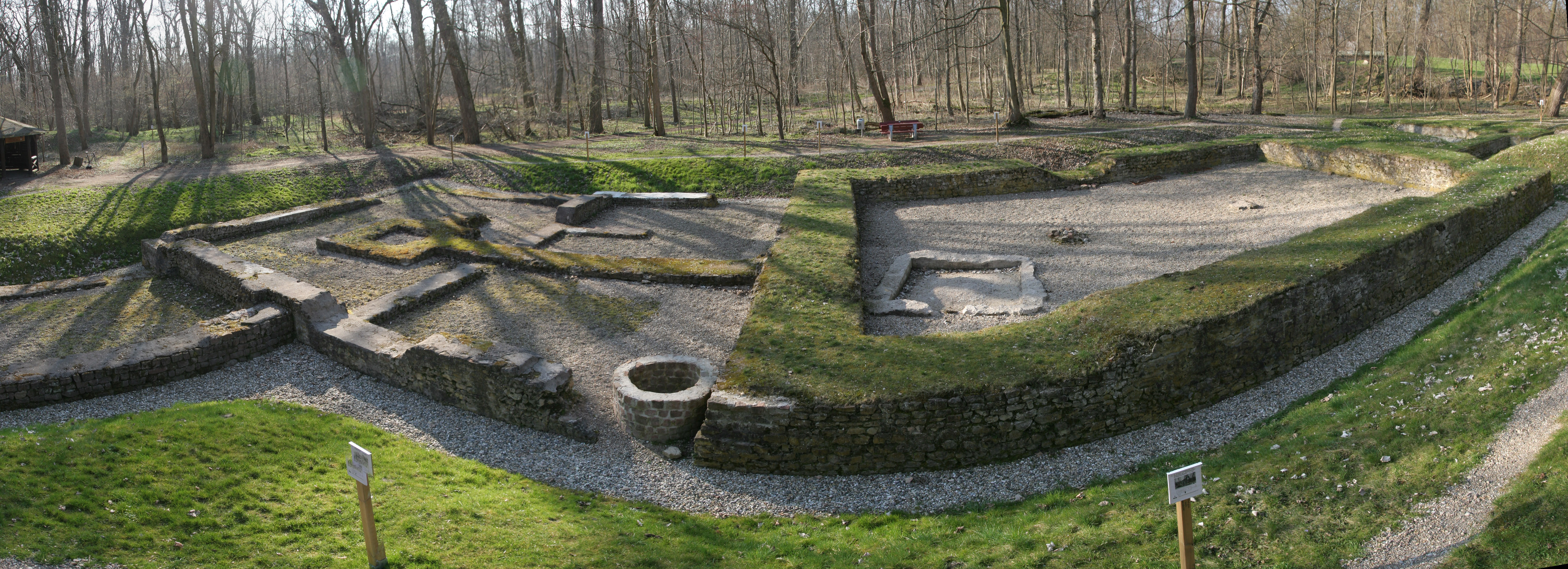
180° Panorama der Burganlage

## Burg Stein im Dreißigjährigen Krieg
Am 21. August 1621 eroberten die Spanier die Burg Stein unter ihrem neuen Kommandeur Gonzalo Fernández de Córdoba, dem Nachfolger von Spinola. Sie kamen mit 2000 Berittenen, 4000 Mann Fußvolk und vier Geschützen. Vor dieser Übermacht musste die Besatzung Friedrichs V., des Winterkönigs, unter dem Obersten Hans Michael Elias von Obentraut, deutscher Michel genannt, abziehen. – Obentraut war 1612 Rittmeister über 200 Reiter und befehligte 1619 als Oberst 500 kurpfälzische Reiter.
Als 1631 die Schweden unter Gustav II. Adolf herannahten, steckten die spanischen Truppen der kaiserlich-katholischen Liga, die Burg Stein in Brand. Vorher konnte Matthäus Merian noch seine Zeichnung mit der Veste, der Pontonbrücke über den Rhein und den beiden Brückenköpfen anfertigen. 1645 wurde der Kupferstich als Kellerei zum Stein in der Topographia Palatinatus Rheni veröffentlicht.

## Das Ende der Burg
1657 beschlossen Kurfürst Carl Ludwig von der Pfalz und der Erzbischof Johann Philipp von Mainz die Burg abzubrechen. Um diese Zeit war an dieser Stelle, zwischen der Burg Stein und Ibersheim, eine illegale Zollstelle mit Heinrich von Mauderich vorhanden.
Spätestens 1688 und 1689 bei der Pfalzverwüstung verschwand auch der mehr als 400 Jahre alte markante Rundturm. Durch Steinraub sind Teile der oberirdischen Gebäude nach Nordheim und nach Ibersheim (rote Sandstein-Quader mit Steinmetzzeichen M bzw. W an den Schafscheuern) gekommen.
Am 26. August 1705 endete die Steiner Pfandschaft vom 8. Januar 1387 durch einen Vertrag zwischen Fürstbischof Franz Ludwig von Pfalz-Neuburg und Kurfürst Johann Wilhelm, nach dem das Hochstift Worms die Kellerei Stein mit Lampertheim von der Kurpfalz erhielt. Die in Lampertheim ansässige Amtskellerei des Hochstiftes, welche die Orte Lampertheim, Hofheim und Nordheim verwaltete, nannte sich – nach der Burg – bis Ende des 18. Jahrhunderts offiziell „Kellerei Stein“.
Von der bischöflich wormsischen Regierung ersteigerten 1785 verschiedene Nordheimer Bürger Grundstücke, die zur Burg Stein gehörten. Das Steiner Gut war damals in 30 Lose bzw. Nummern aufgeteilt und abgesteint worden.
Weil der hessische Großherzog das Land um die ehemalige Burg unbedingt haben wollte, verkauften die Nordheimer Bürger 10 Morgen und 195 Klafter für wenig Geld.

## Wiederentdeckung und wissenschaftliche Aufarbeitung
Am 25. September 1957 begann die Firma Gewerkschaft Elwerath, Hannover (später BEB, dann Wintershall und heute Exxon Mobil) mit der sechsten Bohrung nach Erdöl in Wattenheim und stieß dabei auf die Fundamente der bis dahin verschollenen Burg Stein. Die Fundstelle liegt ca. 500 m vom heutigen Rheinufer entfernt südlich der Weschnitzmündung. Am 12. März 1958 endete die Erdölbohrung in den Pechelbronner Schichten (unteres Oligozän) bei einer Tiefe von 2.415 m.
Am 8. Juli 1970 begannen die Ausgrabungen nach den Resten der Burg durch die Landesarchäologen, Außenstelle Darmstadt, unter der Leitung von Werner Jorns am „Schlossbuckel“. Diese Arbeiten zogen sich bis 1972 hin und wurden durch die Betreiber des nahegelegenen Kernkraftwerks Biblis, RWE und Hochtief finanziell unterstützt.
Die wissenschaftliche Veröffentlichung erfolgte 1974 durch Friedrich Knöpp, Archivdirektor Hessisches Staatsarchiv Darmstadt. Nach 1980 erfolgte die Übergabe zur Pflege der Ausgrabungsstätte an die Gemeinde Biblis. 1989 veröffentlichte Werner Jorns in verschiedenen Schriften Beiträge zum „Zullestein“. 2001 folgte eine Dissertation von Sven-Hinrich Siemers zur Geschichte der Burg.
2001 entdeckte man im Wormser Stadtarchiv das älteste Salbuch, auch Pompernal genannt, der ehemaligen Kellerei Stein. 2005 trat die Gemeinde Biblis dem Geopark Bergstraße-Odenwald bei, der für die Wartung der 30 Jahre alten Anlage verantwortlich ist. Der Verein für Heimatgeschichte Nordheim (VfH) fordert Pflegemaßnahmen an der Grabungsstätte, weil sonst Verfall droht.

## Denkmalschutz
Die Burg Stein und die Bodendenkmäler in ihrer Umgebung sind Kulturdenkmäler nach dem Hessischen Denkmalschutzgesetz. Alle Nachforschungen, seien es Grabungen, Schürfungen, Wühlereien, auch gezielte Fundaufsammlungen und Veränderungen am Bestand sind genehmigungspflichtig. Zufallsfunde sind den Denkmalbehörden zu melden.